# Список эпизодов телесериала «Ясновидец»
Список серий американского комедийно-детективного телесериала «Ясновидец», который транслировался на телеканале USA с 7 июля 2006 года по 26 марта 2014 года.

## Обзор сезонов
| Сезон | Сезон            | Эпизоды          | Оригинальная дата показа | Оригинальная дата показа |
| Сезон | Сезон            | Эпизоды          | Премьера сезона          | Финал сезона             |
| ----- | ---------------- | ---------------- | ------------------------ | ------------------------ |
|       | 1                | 15               | 7 июля 2006              | 2 марта 2007             |
|       | 2                | 16               | 13 июля 2007             | 15 февраля 2008          |
|       | 3                | 16               | 18 июля 2008             | 20 февраля 2009          |
|       | 4                | 16               | 7 августа 2009           | 10 марта 2010            |
|       | 5                | 16               | 14 июля 2010             | 22 декабря 2010          |
|       | 6                | 16               | 12 октября 2011          | 11 апреля 2012           |
|       | 7                | 14               | 27 февраля 2013          | 29 мая 2013              |
|       | Мюзикл           | Мюзикл           | 15 декабря 2013          | 15 декабря 2013          |
|       | 8                | 10               | 8 января 2014            | 26 марта 2014            |
|       | Ясновидец: Фильм | Ясновидец: Фильм | 7 декабря 2017           | 7 декабря 2017           |
|       | Ясновидец 2      | Ясновидец 2      | 15 июля 2020             | 15 июля 2020             |
|       | Ясновидец 3      | Ясновидец 3      | 18 ноября 2021           | 18 ноября 2021           |

## Список серий

### Сезон 1 (2006—2007)
| № общий | № в сезоне | Название                                                                                               | Режиссёр         | Автор сценария                                    | Дата премьеры   | Зрители в США (млн) |
| --- | ---------- | --- | ---------------- | ------------------------------------------------- | --------------- | ------------------- |
| 1 | 1          | «Pilot» «Пилот»                                                                                        | Майкл Энглер     | Стив Фрэнкс                                       | 7 июля 2006     | 6,06                |
| Шон Спенсер впервые помогает полиции и прикидывается ясновидящим, чтобы избежать подозрений в связи с преступниками. Вскоре его и Гаса просят найти сына магната.                   |            | |                  |                                                   |                 |                     |
| 2 | 2          | «Spellingg Bee» «Орффография»                                                                          | Мэл Дэмски       | Стив Фрэнкс                                       | 14 июля 2006    | 4,71                |
| На конкурсе орфографии происходит убийство, которое под силу раскрыть только Шону и Гасу. Из Майями переводят детектива Джульет О’Хара и она становится новой напарницей Ласситера. |            | |                  |                                                   |                 |                     |
| 3 | 3          | «Speak Now or Forever Hold Your Piece» «Скажи сейчас или замолчи навсегда»                             | Майкл Зинберг    | Стив Фрэнкс                                       | 21 июля 2006    | 4,69                |
| Начинается всё со свадьбы, продолжается ограблением и убийством, а заканчивается триумфальным раскрытием дела Шоном Спенсером.                                                      |            | |                  |                                                   |                 |                     |
| 4 | 4          | «Woman Seeking Dead Husband: Smokers Okay, No Pets» «В поисках умершего мужа»                          | Джефф Мелман     | Стив Фрэнкс                                       | 28 июля 2006    | 4,35                |
| Вдова грабителя боится мести его сообщников и просит Шона связаться с духом покойника.                                                                                              |            | |                  |                                                   |                 |                     |
| 5 | 5          | «9 Lives» «9 жизней»                                                                                   | Мэтт Шекман      | Энди Берман                                       | 4 августа 2006  | 4,72                |
| Расследуя суицид, Шон пытается пообщаться с котом жертвы и понимает, что имеет дело с убийством.                                                                                    |            | |                  |                                                   |                 |                     |
| 6 | 6          | «Weekend Warriors» «Правдивая реконструкция»                                                           | Джон Фортенберри | Дуглас Стинберг                                   | 11 августа 2006 | 4,76                |
| Во время реконструкции битвы Гражданской войны, в которой участвует Лассетер, погибает человек…                                                                                     |            | |                  |                                                   |                 |                     |
| 7 | 7          | «Who Ya Gonna Call?» «И кому же ты позвонишь?»                                                         | Майкл Ланг       | Кэрри Ленхарт и Джон Джей Шэкман                  | 18 августа 2006 | 3,92                |
| К Шону и Гасу обращается человек, считающий, что его преследует призрак, а Ласси и Джулс расследуют убийство психолога.                                                             |            | |                  |                                                   |                 |                     |
| 8 | 8          | «Shawn vs. the Red Phantom» «Шон против Красного Призрака»                                             | Джон Т. Крэтчмер | Энапам Нигам                                      | 25 августа 2006 | 4,60                |
| Расследуя исчезновения подростка, Шон попадает в мир комиксов и их сумасшедших фанатов.                                                                                             |            | |                  |                                                   |                 |                     |
| 9 | 9          | «Forget Me Not» «Не забывай меня»                                                                      | Мэл Дэмски       | Ли Голдберг и Уильям Рабкин                       | 19 января 2007  | 3,78                |
| Шон и Гас помогают другу Генри Спенсера, который страдает болезнью Альцгеймера и считает, что раскрыл убийство.                                                                     |            | |                  |                                                   |                 |                     |
| 10 | 10         | «From the Earth to the Starbucks» «Через тернии к звёздам»                                             | Майкл Зинберг    | Стив Фрэнкс                                       | 26 января 2007  | 3,70                |
| Ласси теряет уверенность в себе и не может раскрыть убийство астронома. На помощь приходит Шон…                                                                                     |            | |                  |                                                   |                 |                     |
| 11 | 11         | «He Loves Me, He Loves Me Not, He Loves Me, Oops He's Dead!» «Любит, не любит, любит, придёт… и умрёт» | Тим Мэтисон      | Энди Берман                                       | 2 февраля 2007  | 3,81                |
| На голого мужчину в поле напали пришельцы… Абсурд? Да, но только не для Шона. |            | |                  |                                                   |                 |                     |
| 12 | 12         | «Cloudy... Chance of Murder» «Облачно, возможно убийство»                                              | Лев Л. Спиро     | Энди Берман                                       | 9 февраля 2007  | 3,60                |
| Шон и Гас решили расследовать убийство метеоролога, чтобы оправдывать невинную девушку и помочь неуверенному адвокату.                                                              |            | |                  |                                                   |                 |                     |
| 13 | 13         | «Game, Set... Muuurder?» «Доигрались до убийства?»                                                     | Джеймс Л. Конвэй | Энапам Нигам                                      | 16 февраля 2007 | 3,20                |
| Пропала теннисистка, во всем подозревают фаната. Шон и Гас опровергают это и находят настоящего похитителя.                                                                         |            | |                  |                                                   |                 |                     |
| 14 | 14         | «Poker? I Barely Know Her» «Покер? Знаю, слышал»                                                       | Джоанна Кернс    | Кэрри Ленхарт, Джон Джей Сакмар и Дуглас Стенберг | 23 февраля 2007 | 3,74                |
| Сын друга Генри таинственно пропадает, а Джулс решает устроить Ласси день рождения.                                                                                                 |            | |                  |                                                   |                 |                     |
| 15 | 15         | «Scary Sherry: Bianca's Toast» «Страшно и ужасно, или городская легенда»                               | Джон Лэндис      | Стив Фрэнкс и Джеймс Родэй                        | 2 марта 2007    | 4,48                |
| Шон и Гас приезжают в загадочный дом, чтобы расследовать легенду 20-летней давности.                                                                                                |            | |                  |                                                   |                 |                     |

### Сезон 2 (2007—2008)
| № общий | № в сезоне | Название                                                                               | Режиссёр       | Автор сценария             | Дата премьеры    | Зрители в США (млн) |
| --- | ---------- | -------------------------------------------------------------------------------------- | -------------- | -------------------------- | ---------------- | ------------------- |
| 16 | 1          | «American Duos» «Американские дуэты»                                                   | Джон Лэндис    | Стив Фрэнкс и Джеймс Родэй | 13 июля 2007     | 4,33                |
| Шон с Гасом наняты судьей реалити-шоу «Американский Дуэт», который пытается спастись от убийцы, для чего они решили стать участниками шоу. |            |                                                                                        |                |                            |                  |                     |
| 17 | 2          | «65 Million Years Off» «65 миллионов лет назад»                                        | Тим Мэтисон    | Стив Фрэнкс                | 20 июля 2007     | 3,90                |
| Сенсация! Убийство, совершенное тираннозавром! Кому же как не Шону расследовать это дело и конечно же ему это удается. |            |                                                                                        |                |                            |                  |                     |
| 18 | 3          | «Psy vs. Psy» «Битва ясновидцев»                                                       | Мэл Дэмски     | Энди Берман                | 27 июля 2007     | 3,06                |
| Дело фальшивомонетчиков. В Санта Барбару приезжают федеральные агенты и у них есть.. свой ясновидец! Шону придется постараться чтобы не упасть в грязь лицом и не потерять свою работу. |            |                                                                                        |                |                            |                  |                     |
| 19 | 4          | «Zero to Murder in Sixty Seconds» «Готовься к убийству через 60 секунд»                | Стефан Сурджик | Саладин К. Паттерсон       | 3 августа 2007   | 1,86                |
| Прямо возле полицейского участка угнали машину Лэсситера! В поисках машины дело становится всё более серьёзным… |            |                                                                                        |                |                            |                  |                     |
| 20 | 5          | «And Down the Stretch Comes Murder» «Неожиданное убийство»                             | Майкл Зинберг  | Джош Байкл                 | 10 августа 2007  | 4,43                |
| Бывший школьный хулиган, задиравший Шона и Гаса в детстве, обращается к ним за помощью. Теперь он — жокей, и хочет выяснить, почему его лошади перестали выигрывать. Однако вскоре, расследование превращается в дело об убийстве…                                                                   |            |                                                                                        |                |                            |                  |                     |
| 21 | 6          | «Meat Is Murder, But Murder Is Also Murder» «Поедающий мясо тоже убийца»               | Эрик Лановилль | Дэниэл Ся                  | 17 августа 2007  | 2,79                |
| К Гасу приезжает дядя, который обожает детективы. Чтобы Гас стал его любимым племянником, Шон притворяется лишь помощником «великого и неповторимого детектива-ясновидца» Бёртона Гастера. |            |                                                                                        |                |                            |                  |                     |
| 22 | 7          | «If You're So Smart, Then Why Are You Dead?» «Если ты такой умный, то почему мёртвый?» | Арлин Сэнфорд  | Энапам Нигам               | 24 августа 2007  | 4,25                |
| К Шону и Гасу обращаются двое подростков-гениев, заявивших об убийстве. Как всегда соревнование на сообразительность, кто быстрее разгадает дело, Шон или Джулс, которая впервые сама возглавляет дело.                                                                                              |            |                                                                                        |                |                            |                  |                     |
| 23 | 8          | «Rob-a-Bye Baby» «Ребенок для ограбления»                                              | Пол Лазарус    | Тэми Сэрег                 | 7 сентября 2007  | 3,97                |
| Шеф Вик поручает супер важное задание для Шона и Гаса, найти няню для её ребёнка. Но умение Шона находить всё из ничего превращает обычное собеседование в супер расследование! |            |                                                                                        |                |                            |                  |                     |
| 24 | 9          | «Bounty Hunters!» «Охотники за головами!»                                              | Джон Бэдхэм    | Энди Берман                | 14 сентября 2007 | 4,15                |
| Джулс просит Шона найти сбежавшего по её вине преступника. Шон должен опередить в этом деле кумира своего детства Бёрта Тейтома «самого крутого охотника за головами». |            |                                                                                        |                |                            |                  |                     |
| 25 | 10         | «Gus's Dad May Have Killed an Old Guy» «Возможно отец Гаса убил старика»               | Оз Скотт       | Саладин K. Паттерсон       | 7 декабря 2007   | 3,67                |
| В канун рождественских праздников отца Гаса обвиняют в убийстве. Теперь для Шона дело долга помочь Гасу. |            |                                                                                        |                |                            |                  |                     |
| 26 | 11         | «There's Something About Mira» «Познакомтесь с Мирой»                                  | Джоэнна Кэрнс  | Джош Байкл                 | 11 января 2008   | 4,69                |
| Шон узнает о давней свадьбе Гаса, которую он держал в секрете. А Ласси и Джулс соревнуются в том, кто более крутой детектив, ведь они оба набрали больше 90 баллов в тесте на дедукцию, но когда они узнают, что Шон сдал тест на 100 баллов ещё в 15 лет, они оба признают, что с эти не поспоришь. |            |                                                                                        |                |                            |                  |                     |
| 27 | 12         | «The Old and the Restless» «Старый и неугомонный»                                      | Джейсон Энслер | Энапам Нигам               | 18 января 2008   | 3,86                |
| В доме престарелых произошло убийство, но Шону и Гасу не дают расследовать это дело. Поэтому Шон уговаривает отца проникнуть туда, чтобы тот им помог. |            |                                                                                        |                |                            |                  |                     |
| 28 | 13         | «Lights, Camera... Homicidio» «Свет, камера... Убийство!»                              | Мэтт Шекман    | Энди Берман                | 25 января 2008   | 4,66                |
| Во время съемок сериала по-настоящему убили актёра, поэтому Шону придется сыграть роль в сериале и раскрыть убийство. |            |                                                                                        |                |                            |                  |                     |
| 29 | 14         | «Dis-Lodged» «Изгнанный»                                                               | Мэл Дэмски     | Tим Мелтрегер              | 1 февраля 2008   | 4,07                |
| Отец Шона оказывается бывшим членом тайной Ложи «Монарх», в которую входят самые влиятельные люди Санта Барбары. И его просят помочь расследовать убийство. |            |                                                                                        |                |                            |                  |                     |
| 30 | 15         | «Black and Tan: A Crime of Fashion» «Блэк и Тэн: Модное убийство»                      | Мэл Дэмски     | Стив Фрэнкс и Джеймс Родэй | 8 февраля 2008   | 3,51                |
| Шон и Гас в целях раскрытия убийства становятся фотомоделями. |            |                                                                                        |                |                            |                  |                     |
| 31 | 16         | «Shawn (and Gus) of the Dead» «Зомби по имени Шон (и Гас)»                             | Стив Фрэнкс    | Стив Фрэнкс                | 15 февраля 2008  | 4,70                |
| Шон и Гас пытаются найти сбежавшую мумию. В Санта-Барбару возвращается мама Шона. |            |                                                                                        |                |                            |                  |                     |

### Сезон 3 (2008—2009)
| № общий | № в сезоне | Название | Режиссёр         | Автор сценария             | Дата премьеры    | Зрители в США (млн) |
| --- | ---------- | --- | ---------------- | -------------------------- | ---------------- | ------------------- |
| 32 | 1          | «Ghosts» «Призраки»                                                                                                | Стефан Сурджик   | Стив Фрэнкс                | 18 июля 2008     | 4,89                |
| Гас вынужден выбирать между фармацевтической компанией и агентством. Пытаясь помочь другу сохранить обе должности, Шон соглашается помочь вице-президенту компании, в доме которого обитают призраки…                                                                      |            | |                  |                            |                  |                     |
| 33 | 2          | «Murder? … Anyone? … Anyone? … Bueller?» «Нет тела — нет дела»                                                     | Майкл МакМюррей  | Энди Берман                | 25 июля 2008     | 4,48                |
| За отсутствием тела и каких-либо следов преступления, никто не верит Шону, утверждающему, что на встрече выпускников произошло убийство. Оставшись без поддержки, он решает раскрыть дело самостоятельно…                                                                  |            | |                  |                            |                  |                     |
| 34 | 3          | «Daredevils!» «Сорвиголовы!»                                                                                       | Джон Бэдхэм      | Энапам Нигам               | 1 августа 2008   | 4,29                |
| Увидев, как мотоциклист едва не погибает при выполнении трюка, Шон начинает подозревать саботаж. Чтобы выяснить, кто пытается его убить, Шон и Гас проникают в его ближайшее окружение…                                                                                    |            | |                  |                            |                  |                     |
| 35 | 4          | «The Greatest Adventure in the History of Basic Cable» «Самое невероятное приключение в истории кладоискательства» | Джей Чандрасекар | Джош Байкл                 | 8 августа 2008   | 3,40                |
| Дядя Шона, Джек, утверждает, что обладает картой, ведущей к древним сокровищам. Ввязавшись в авантюру, Шон и Гас быстро понимают, что дядюшка рассказал далеко не все… |            | |                  |                            |                  |                     |
| 36 | 5          | «Disco Didn't Die. It Was Murdered!» «Диско не умерло. Его убили!»                                                 | Мэл Дэмски       | Саладин K. Паттерсон       | 15 августа 2008  | 3,66                |
| После пересмотра дела, Юджин Фрэнкс, в 1978 году арестованный Генри за подготовку взрыва департамента полиции, выходит на свободу. Привлеченный к делу, Шон берется за повторное расследование в попытке вернуть опасного преступника за решетку...                        |            | |                  |                            |                  |                     |
| 37 | 6          | «There Might Be Blood» «Кажется здесь кого-то убили»                                                               | Джон Бэдхэм      | Кэл Кахун                  | 22 августа 2008  | 3,96                |
| Расследование гибели инспектора по безопасности на шельфовой нефтяной вышке приводит к конфликту полномочий между Вик и начальником береговой охраны - её сестрой Барбарой...                                                                                              |            | |                  |                            |                  |                     |
| 38 | 7          | «Talk Derby to Me» «Поговори со мной о дерби»                                                                      | Стив Минер       | Tим Мелтрегер              | 5 сентября 2008  | 4,23                |
| Работая под прикрытием, Джульет внедряется в команду роллер-дерби, связанную с серией дерзких ограблений. Дело принимает неожиданный оборот, когда выясняется, что кражи являются прикрытием для нечто более серьёзного...                                                 |            | |                  |                            |                  |                     |
| 39 | 8          | «Gus Walks Into a Bank» «Зашел как-то Гас в банк…»                                                                 | Эрик Лановилль   | Энди Берман                | 12 сентября 2008 | 4,02                |
| Гас отправляется в банк для совершения вклада,в это время туда врывается вооруженный мужчина и берет людей в банке,включая Гаса, в заложники. Пытаясь вызволить друга, Шон неожиданно понимает, что за захватом банка стоит совершенно другой человек...                   |            | |                  |                            |                  |                     |
| 40 | 9          | «Christmas Joy» «Рождественская Джой»                                                                              | Джон Лэндис      | Саладин K. Паттерсон       | 28 ноября 2008   | 3,71                |
| Маленькая девочка обращается в агентство с просьбой помочь вызволить из тюрьмы местного Санта-Клауса. Тем временем, в город приезжает сестра Гаса, Джой, желающая возобновить отношения с Шоном, о которых не подозревает её брат...                                       |            | |                  |                            |                  |                     |
| 41 | 10         | «Six Feet Under the Sea» «Шесть футов под водой»                                                                   | Стив Фрэнкс      | Стив Фрэнкс                | 9 января 2009    | 4,14                |
| Местная знаменитость - морской лев Шебби - отпущенный на волю, найден мертвым. Пытаясь доказать, что животное убили, Шон выходит на след гораздо более серьёзного заговора...                                                                                              |            | |                  |                            |                  |                     |
| 42 | 11         | «Lassie Did a Bad, Bad Thing» «Плохой, плохой Ласси»                                                               | Стефан Сурджик   | Кэл Кахун                  | 16 января 2009   | 3,65                |
| Оказавшись главным подозреваемым в убийстве, совершенном в полицейском участке, Ласситер обращается к Шону и Гасу - единственным, кто способен доказать его невиновность...                                                                                                |            | |                  |                            |                  |                     |
| 43 | 12         | «Earth, Wind and... Wait for It» «Земля, ветер и... подожди»                                                       | Тим Мэтисон      | Энапам Нигам               | 23 января 2009   | 3,83                |
| Пожарный инспектор Морган Конрад обращается в полицию с просьбой о расследовании недавнего пожара, гораздо больше похожего на поджог, чем на несчастный случай. Под прикрытием, Шон и Гас внедряются в пожарную бригаду...                                                 |            | |                  |                            |                  |                     |
| 44 | 13         | «Any Given Friday Night at 10pm, 9pm Central» «Футбольные страсти»                                                 | Мэл Дэмски       | Джош Байкл                 | 30 января 2009   | 4,32                |
| Расследуя убийство русского футболиста, чья ступня была обнаружена на дороге, Шон и Гас под видом игроков внедряются в команду... |            | |                  |                            |                  |                     |
| 45 | 14         | «Truer Lies» «Капля правды в море лжи»                                                                             | Марта Кулидж     | Виктория Уолкер            | 6 февраля 2009   | 4,46                |
| Патологический лгун Райан, подозреваемый в убийстве, утверждает, что он невиновен и знает настоящих убийц. Уверенный, что на сей раз Райан говорит правду, Шон начинает собственное расследование...                                                                       |            | |                  |                            |                  |                     |
| 46 | 15         | «Tuesday the 17th» «Вторник 17-е»                                                                                  | Джеймс Родэй     | Джеймс Родэй и Стив Фрэнкс | 13 февраля 2009  | 4,27                |
| Шон отправляется в детский лагерь, чтобы расследовать похищение девушки. |            | |                  |                            |                  |                     |
| 47 | 16         | «An Evening with Mr. Yang» «Вечер с мистером Ян»                                                                   | Мэл Дэмски       | Энди Берман и Джеймс Родэй | 20 февраля 2009  | 4,83                |
| Известный преступник мистер Ян приезжает в Санта-Барбару. Обычно он играет с полицией в «игру»: похищает человека, а затем оставляет для полиции подсказки, помогающие его обнаружить. Но на сей раз он хочет играть не с полицией, а с Шоном, для чего похищает его маму. |            | |                  |                            |                  |                     |

### Сезон 4 (2009—2010)
| № общий | № в сезоне | Название                                                                                           | Режиссёр         | Автор сценария                      | Дата премьеры    | Зрители в США (млн) |
| --- | ---------- | -------------------------------------------------------------------------------------------------- | ---------------- | ----------------------------------- | ---------------- | ------------------- |
| 48 | 1          | «Extradition: British Columbia» «Экстрадиция: Британская Колумбия»                                 | Стив Фрэнкс      | Стив Фрэнкс                         | 7 августа 2009   | 3,98                |
| Отправившись в Канаду, Шон и Гас находят великого похитителя картин...но дело принимает другой оборот, и только Шон может разгадать загадку вора картин...                                                                          |            | |                  |                                     |                  |                     |
| 49 | 2          | «He Dead» «Он мёртв»                                                                               | Майкл МакМюррей  | Саладин K. Паттерсон                | 14 августа 2009  | 4,20                |
| Частный самолет терпит крушение в лесополосе. Шон и Гас первыми добираются до места катастрофы и умирающий пилот успевает сообщить, что его убили...                                                                                |            | |                  |                                     |                  |                     |
| 50 | 3          | «High Noon-ish» «Жаркий полдень»                                                                   | Мэл Дэмски       | Кэл Кахун                           | 21 августа 2009  | 3,87                |
| Ласси привозит Шона и Гаса в маленький городок близ Санта-Барбары. Странные вещи творятся по ночам в этом местечке... |            | |                  |                                     |                  |                     |
| 51 | 4          | «The Devil's in the Details... and the Upstairs Bedroom» «Дьявол в деталях... И в спальне наверху» | Джон Бэдхэм      | Билл Каллахан                       | 28 августа 2009  | 4,08                |
| Юная прихожанка церкви прыгает с крыши многоэтажки. Святой отец считает, что это одержимость, Шон ищет доказательства, что это не так.                                                                                              |            | |                  |                                     |                  |                     |
| 52 | 5          | «Shawn Gets the Yips» «Шон мандражирует»                                                           | Тауния Маккирнан | Кэл Кахун и Билл Каллахан           | 11 сентября 2009 | 4,03                |
| Неизвестный с пистолетом входит в бар, где команда полиции Санта-Барбары празднует победу в бейсбольном матче. Детектив Ласси стреляет в преступника... Но было ли это попыткой ограбления?                                         |            | |                  |                                     |                  |                     |
| 53 | 6          | «Bollywood Homicide» «Убийство по-болливудски»                                                     | Джей Чандрашекар | Стив Фрэнкс и Энапам Нигам          | 18 сентября 2009 | 3,74                |
| Актрису индийского театра едва не сбивает грузовик. Её парень считает, что дело в любовном проклятии, но Шон настроен более скептично...                                                                                            |            | |                  |                                     |                  |                     |
| 54 | 7          | «High Top Fade-Out» «Большой распад»                                                               | Стефан Сурджик   | Саладин K. Паттерсон и Джеймс Родэй | 25 сентября 2009 | 3,69                |
| Шона приглашают расследовать убийство человека, который в школе пел в том же хоре, что и Гас. |            | |                  |                                     |                  |                     |
| 55 | 8          | «Let's Get Hairy» «Пора обрасти шерстью»                                                           | Эндрю Бернштейн  | Тодд Хартан и Джеймс Родэй          | 9 октября 2009   | 3,34                |
| Шон и Гас берутся помочь парню, считающему себя оборотнем... |            | |                  |                                     |                  |                     |
| 56 | 9          | «Shawn Takes a Shot in the Dark» «В Шона стреляют»                                                 | Мэл Дэмски       | Энди Берман                         | 16 октября 2009  | 3,68                |
| Шона похитили... Связано ли это с перевернувшимся грузовиком мороженщика? |            | |                  |                                     |                  |                     |
| 57 | 10         | «You Can't Handle This Episode» «Тебе с этим не справиться»                                        | Мэл Дэмски       | Энди Берман                         | 27 января 2010   | 4,37                |
| Шон и Гас отправляются с секретной миссией на военную базу для того, чтобы выяснить, действительно ли брат Джульет убил своего сослуживца.                                                                                          |            | |                  |                                     |                  |                     |
| 58 | 11         | «Thrill Seekers and Hell-Raisers» «Искатели острых ощущений и восставшие из ада»                   | Мэл Дэмски       | Кэл Кахун и Саладин К. Паттерсон    | 3 февраля 2010   | 2,86                |
| У Гаса появляется девушка по имени Руби, которая вместе с друзьями является поклонницей опасных видов спорта. Во время спуска по горной реке, в котором участвуют Шон и Гас, один из друзей Руби бесследно исчезает.                |            | |                  |                                     |                  |                     |
| 59 | 12         | «A Very Juliet Episode» «Эпизод о Джульет»                                                         | Стив Фрэнкс      | Стив Фрэнкс и Тим Мелтрегер         | 10 февраля 2010  | 3,57                |
| Парень Джульет из колледжа через 7 лет не пришел на встречу в назначенном месте. Шон узнает, что он мертв и подозревает, что его убили.                                                                                             |            | |                  |                                     |                  |                     |
| 60 | 13         | «Death Is in the Air» «Смерть в воздухе»                                                           | Стефан Сурджик   | Билл Каллахан и Энапам Нигам        | 17 февраля 2010  | 2,94                |
| К Шону и Гасу обращается человек, который перевозил опасный вирус Тронберга и у которого его украли. Возникает угроза заражения смертельным вирусом...                                                                              |            | |                  |                                     |                  |                     |
| 61 | 14         | «Think Tank» «Мозговой центр»                                                                      | Стефан Сурджик   | Энди Берман и Стив Фрэнкс           | 24 февраля 2010  | 3,57                |
| Шона и Гаса нанимает миллиардер, которому грозит опасность. Они становятся частью «Мозгового центра», созданного, чтобы проанализировать возможные варианты покушения, выявить бреши в системе безопасности и спасти его от смерти. |            | |                  |                                     |                  |                     |
| 62 | 15         | «The Head, the Tail, the Whole Damn Episode» «Голова, хвост, все остальное»                        | Мэтт Шекман      | Стив Фрэнкс и Тим Мелтрегер         | 3 марта 2010     | 2,87                |
| На берег выбрасывает мужчину, растерзанного акулой. Желая во что бы-то ни стало опередить Шона и первым раскрыть дело, Ласситер замечает ножевую рану на теле жертвы и решает первым на неё указать...                              |            | |                  |                                     |                  |                     |
| 63 | 16         | «Mr. Yin Presents...» «Мистер Инь представляет...»                                                 | Джеймс Родэй     | Энди Берман и Джеймс Родэй          | 10 марта 2010    | 2,95                |
| Оказывается, что у серийного убийцы Мистера Ян был помощник - некто, Мистер Инь. Шону придется отправиться в психиатрическую клинику к Ян, разгадать множество сложных загадок и спасти свою возлюбленную.                          |            | |                  |                                     |                  |                     |

### Сезон 5 (2010)
| № общий | № в сезоне | Название                                                                                | Режиссёр          | Автор сценария                      | Дата премьеры   | Зрители в США (млн) |
| --- | ---------- | --------------------------------------------------------------------------------------- | ----------------- | ----------------------------------- | --------------- | ------------------- |
| 64 | 1          | «Romeo and Juliet and Juliet» «Ромео и Джульетта и Джульет»                             | Стив Фрэнкс       | Стив Фрэнкс                         | 14 июля 2010    | 3,68                |
| Когда дочь могущественного бизнесмена похищают, Шона с Гасом нанимают, чтобы найти её. Дело осложняется тем, что этот бизнесмен - глава так называемой «Золотой триады». Также они пытаются заставить Джулс вернуться в полицию после того, как её похищает Мистер Ян.                                                                      |            |                                                                                         |                   |                                     |                 |                     |
| 65 | 2          | «Feet Don't Kill Me Now» «Ноги меня не убивают»                                         | Мэл Дэмски        | Саладин K. Паттерсон                | 21 июля 2010    | 3,30                |
| Расследуя дело об убийстве женщины, Гас объединяется с Лассистером, с которым он посещает одну и ту же студию степ-танца. |            |                                                                                         |                   |                                     |                 |                     |
| 66 | 3          | «Not Even Close... Encounters» «Даже не близко... Встречи»                              | Джон Бэдхэм       | Билл Каллахан                       | 28 июля 2010    | 3,74                |
| Над Санта-Барборой появился НЛО. Похищен человек и есть свидетель похищения. Шон и Гас отправляются за помощью к школьному другу, специалисту по пришельцам. |            |                                                                                         |                   |                                     |                 |                     |
| 67 | 4          | «Chivalry Is Not Dead... But Someone Is» «Рыцарство не умерло... Но кто-то да»          | Джей Чандрашекар  | Энди Берман                         | 4 августа 2010  | 3,48                |
| Кто слышал про пикап? Как вы относитесь к такому способу соблазнения? И что делать если рыцарство заканчивается смертью? И чем рыцарство Шона отличается от рыцарства великих пикаперов? |            |                                                                                         |                   |                                     |                 |                     |
| 68 | 5          | «Shawn and Gus in Drag (Racing)» «Тормоз Шона и Гаса (Гонки)»                           | Мэл Дэмски        | Кэл Кахун и Тим Мелтрегер           | 11 августа 2010 | 3,78                |
| Скорость, улица, дорога, драйв и адреналин... Адреналина много на скорости 200 миль в час придется испытать нашим героям, расследуя очередное убийство и внедряясь в компанию уличных гонщиков. |            |                                                                                         |                   |                                     |                 |                     |
| 69 | 6          | «Viagra Falls» «Водопад Виагра»                                                         | Эндрю Бернштейн   | Тодд Хартан                         | 18 августа 2010 | 4,11                |
| Расследование смерти отставного шефа полиции раскрывает его незаконную деятельность после отставки. В расследование включаются два бывших детектива, которые хотят очистить доброе имя шефа. |            |                                                                                         |                   |                                     |                 |                     |
| 70 | 7          | «Ferry Tale» «Паром Сказка»                                                             | Реджинальд Хадлин | Кэл Кахун и Саладин K. Паттерсон    | 25 августа 2010 | 3,63                |
| Шон и Гас отправились на простую прогулку на пароме, но как всегда без приключений не обойтись — ведь на том же пароме находятся заключенные... |            |                                                                                         |                   |                                     |                 |                     |
| 71 | 8          | «Shawn 2.0» «Шон 2.0»                                                                   | Дэвид Крэбтри     | Билл Каллахан                       | 1 сентября 2010 | 3,70                |
| Вот не думал Шон, что встретится со своей «улучшенной версией», с легкой руки отца Шона в участке появляется психолог-криминалист, который так же хорош в деталях как и Шон. А может лучше? Только вот почему его предварительное мнение так напоминает фразы из аудиоромана?                                                               |            |                                                                                         |                   |                                     |                 |                     |
| 72 | 9          | «One, Maybe Two, Ways Out» «Один, может два выхода»                                     | Мэл Дэмски        | Энди Берман и Тодд Хартан           | 8 сентября 2010 | 3,11                |
| Шпионские истории хороши, когда происходят на телеэкране, но что делать, когда эти истории входят в Вашу жизнь... И как понять, кто из этих всех шпионов предатель, а кто верен своему делу и своей стране? Что бы во всем разобраться, явно без ясновидца не обойтись....                                                                  |            |                                                                                         |                   |                                     |                 |                     |
| 73 | 10         | «Extradition II: The Actual Extradition Part» «Экстрадиция II: фактическая экстрадиция» | Стив Фрэнкс       | Стив Фрэнкс                         | 10 ноября 2010  | 2,79                |
| Шон и Гас приезжают в Канаду по приглашению идеального вора, которого они в своё время помогли посадить за решетку. И вновь преступник удивляет их, совершив идеальный побег и идеальную кражу. Но на месте преступления обнаружен труп. Неужели идеальный мошенник стал и убийцей? И какие изменения произойдут в отношениях Шона и Джулс? |            |                                                                                         |                   |                                     |                 |                     |
| 74 | 11         | «In Plain Fright» «Прямая угроза»                                                       | Стефан Сурджик    | Стив Фрэнкс и Тим Мелтрегер         | 17 ноября 2010  | 2,99                |
| Вы бывали на фестивале ужасов? А знаете, что иногда там происходят вполне реальные убийства, и оживают призраки прошлого...? И будет ли Гас в шоке, узнав о новых отношениях Шона? |            |                                                                                         |                   |                                     |                 |                     |
| 75 | 12         | «Dual Spires» «Дуал Спайрс»                                                             | Мэтт Шекман       | Билл Каллахан и Джеймс Родэй        | 1 декабря 2010  | 3,54                |
| Кто убил Полу? Шон Спенсер в роли Дэйла Купера? Да, городок куда попал Шон не Твин Пикс, но все указывает на любовь к Дэвиду Линчу... И так, оставив Лору Палмер агенту Куперу, Шон Спенсер решает вопрос, кто убил Полу, девушку из маленького городка, местами напоминающего Твин Пикс...                                                 |            |                                                                                         |                   |                                     |                 |                     |
| 76 | 13         | «We'd Like to Thank the Academy» «Мы хотели бы поблагодарить Академию»                  | Тауния Маккирнан  | Билл Каллахан и Тодд Хартан         | 8 декабря 2010  | 3,09                |
| Генри и шеф Вик отправляют Шона и Гаса на три недели в полицейскую академию. Академия этого никогда не забудет... |            |                                                                                         |                   |                                     |                 |                     |
| 77 | 14         | «The Polarizing Express» «Полярный экспресс»                                            | Джеймс Родэй      | Джеймс Родэй и Саладин K. Паттерсон | 15 декабря 2010 | 2,43                |
| Шон совершает большую ошибку и его отца увольняют с работы. Шон засыпает на Рождество и совершает путешествие в реальность, в которой он не возвращался в Санта-Барбару... |            |                                                                                         |                   |                                     |                 |                     |
| 78 | 15         | «Dead Bear Walking» «Прогулка мертвого медведя»                                         | Энди Берман       | Энди Берман                         | 15 декабря 2010 | 2,53                |
| Полярную медведицу обвиняют в убийстве и хотят усыпить, но Шон считает, что её подставили. Чтобы спасти мишку, он совершает похищение... |            |                                                                                         |                   |                                     |                 |                     |
| 79 | 16         | «Yang 3 in 2D» «Ян 3 в 2D»                                                              | Мэл Дэмски        | Энди Берман и Джеймс Родэй          | 22 декабря 2010 | 2,90                |
| Девушка по имени Эллисон Коули заявляет, что её похитил мистер Ян, но ей удалось сбежать. Теперь Шону и Гасу необходимо придумать, как защитить девушку и вычислить мистера Яна. |            |                                                                                         |                   |                                     |                 |                     |

### Сезон 6 (2011—2012)
| № общий | № в сезоне | Название | Режиссёр          | Автор сценария                   | Дата премьеры   | Зрители в США (млн) |
| --- | ---------- | --- | ----------------- | -------------------------------- | --------------- | ------------------- |
| 80 | 1          | «Shawn Rescues Darth Vader» «Шон спасает Дарта Вэйдера»                                                               | Стив Фрэнкс       | Стив Фрэнкс                      | 12 октября 2011 | 3,00                |
| 12-летний мальчик нанял Шона и Гаса выкрасть из английского посольства коллекционную фигурку Дарта Вэйдера. Шон достает фигурку, но прячась от охранников под кроватью, находит труп девушки. Посол нанимает Шона расследовать это убийство. Ситуация становится опасной, когда Ласситер решает проверить Шона на детекторе лжи. |            | |                   |                                  |                 |                     |
| 81 | 2          | «Last Night Gus» «Вчерашний Гас»                                                                                      | Энди Берман       | Энди Берман                      | 19 октября 2011 | 2,48                |
| После сумасшедшей вечеринки Шон, Гас, Ласситер и Вуди просыпаются в офисе Шона и Гаса и понимают, что они ничего не помнят о вчерашней ночи. Ласситер обнаруживает, что из его пистолета недавно стреляли. Когда шеф Карен Вик вызывает всех по поводу трупа мужчины, в которого стреляли 3 раза, Шон, Гас, Ласси и Вуди понимают, что возможно это они вчера его убили...                                                                                       |            | |                   |                                  |                 |                     |
| 82 | 3          | «This Episode Sucks» «Этот эпизод высасывает кровь»                                                                   | Джеймс Родэй      | Тодд Хартан и Джеймс Родэй       | 26 октября 2011 | 3,28                |
| Труп мужчины был найден обескровленным и со странными порезами на горле и запястье. Шон выдвигает безумную теорию, что этот человек был убит вампиром. В ночь смерти мужчины Ласситер знакомится в баре с таинственной женщиной, но во время расследования его личная жизнь сталкивается с профессиональной, потому что Шон, Гас и Джульет подозревают, что эта женщина причастна к убийству.                                                                    |            | |                   |                                  |                 |                     |
| 83 | 4          | «The Amazing Psych-Man & Tap Man, Issue #2» «Удивительный Ясновидец и Чечёточник, выпуск №2»                          | Мэл Дэмски        | Саладин K. Паттерсон             | 2 ноября 2011   | 3,08                |
| Местный синдикат Каминос, торгующий наркотиками, атакован народным мстителем, называющим себя Богомолом. Ласситера огорчает то, что Богомол достиг большего успеха в борьбе с синдикатом, чем полиция. Шона же выводит из себя тот факт, что Богомол вызывает у Джульет восхищение. Шон и Гас считают, что новый полицейский и есть Богомол, но, разбираясь во всем этом, они начинают верить, что намерения Богомола могут быть не настолько альтруистическими. |            | |                   |                                  |                 |                     |
| 84 | 5          | «Dead Man's Curve Ball» «Крученый мяч мертвеца»                                                                       | Мэл Дэмски        | Билл Каллахан                    | 9 ноября 2011   | 2,45                |
| Тренер незначительной местной бейсбольной команды неожиданно умирает, а вскрытие показыват наличие амфетамина в его организме. Менеджер команды считает, что дело было в нечистой игре, и нанимает Шона и Гаса для работы под прикрытием в качестве нового тренера и талисмана команды. Кроме мотива для убийства Шон узнает различные секреты команды. |            | |                   |                                  |                 |                     |
| 85 | 6          | «Shawn, Interrupted» «Прерванная жизнь, Шон»                                                                          | Эндрю Бернштейн   | Кэл Кахун                        | 16 ноября 2011  | 2,46                |
| Миллионер, дело которого расследовал Ласситер, избежал тюремного заключения из-за признания его сумасшедшим. После того, как его отправили в сумасшедший дом, Шон и Гас идут туда под прикрытием, чтобы доказать, что миллионер на самом деле не псих. Но что делать, если выяснится, что он в самом деле не в своем уме? |            | |                   |                                  |                 |                     |
| 86 | 7          | «In for a Penny...» «В поисках пенни...»                                                                              | Мэл Дэмски        | Тодд Хартан                      | 30 ноября 2011  | 3,17                |
| По случаю тридцатого дня рождения Джульет Шон берет на себя обязанности устроить для неё вечеринку. Он решает познакомиться и пригласить отца Джульет на вечеринку, несмотря на то, что сама Джульет не хочет его видеть. Выясняется, что отец Джульет, Фрэнк, мошенник, но чтобы наладить отношения Джульет с отцом, Шон нанимает его в качестве консультанта.                                                                                                  |            | |                   |                                  |                 |                     |
| 87 | 8          | «The Tao of Gus» «Тао Гаса»                                                                                           | Джон Бэдхэм       | Тим Мелтрегер                    | 7 декабря 2011  | 2,70                |
| Женщина, у которой по всей видимости не все в порядке с головой, утверждает, что стала свидетелем убийства, однако никаких улик нет. После покушения на её жизнь Шон и Гас вынуждены её защитить и оказываются в секте, где уже 5 лет проживает свидетельница. |            | |                   |                                  |                 |                     |
| 88 | 9          | «Neil Simon's Lover's Retreat» «Выходные любовницы Нила Симона»                                                       | Брэд Тернер       | Карлос Джакотт                   | 14 декабря 2011 | 3,03                |
| Романтический отдых Шона и Джульет прерывается, когда они находят труп на винном заводе. |            | |                   |                                  |                 |                     |
| 89 | 10         | «Indiana Shawn and the Temple of the Kinda Crappy, Rusty Old Sword» «Индиана Шон и жуткий храм, старый ржавый кинжал» | Стив Фрэнкс       | Стив Фрэнкс                      | 29 февраля 2012 | 2,46                |
| Шон и Гас объединяются с Пьером Десперо, чтобы завладеть старинным кинжалом раньше другой охотницы за сокровищами. |            | |                   |                                  |                 |                     |
| 90 | 11         | «Heeeeere's Lassie» «Здееееесь Ласси»                                                                                 | Джеймс Родэй      | Тодд Хартан и Тим Мелтрегер      | 7 марта 2012    | 2,86                |
| Шон и Гас наведываются на новую квартиру Ласси, когда призраки объявляют на него охоту, а сам он постепенно начинает сходить с ума. |            | |                   |                                  |                 |                     |
| 91 | 12         | «Shawn and the Real Girl» «Шон и реальная девчонка»                                                                   | Тимоти Басфилд    | Энди Берман                      | 14 марта 2012   | 2,57                |
| После покушения на звезду реалити-шоу Шона и Гаса нанимают, чтобы найти того, кто это сделал. Для того, чтобы раскрыть дело, они становятся участниками шоу. |            | |                   |                                  |                 |                     |
| 92 | 13         | «Let's Doo-Wop It Again» «Давайте сделаем это снова»                                                                  | Джей Чандрашекар  | Саладин K. Паттерсон и Кэл Кахун | 21 марта 2012   | 2,73                |
| Учредитель программы риска для молодежи практически убит во время чествования, которое также включало выступление Шона, Гаса и друзей Гаса Тони и Дрейка. К сожалению, у Шона случается приступ аппендицита, и его отправляют в больницу, что заставляет его оставаться в стороне. Однако Гас находит способ для Шона оставаться на связи. Ласситер получает помощь в расследовании от Марлоу.                                                                   |            | |                   |                                  |                 |                     |
| 93 | 14         | «Autopsy Turvy» «Вскрытие трупа»                                                                                      | Дженнифер Линч    | Энди Берман и Джеймс Родэй       | 28 марта 2012   | 2,36                |
| Вуди совершает ошибку при вскрытии трупа, что означает, что человек, погибший под колесами автобуса, на самом деле мог быть убит. Шеф Вик нанимает Шона и Гаса на это дело, чтобы помочь Вуди не потерять работу. |            | |                   |                                  |                 |                     |
| 94 | 15         | «True Grits» «Железные хватки»                                                                                        | Реджинальд Хадлин | Саладин K. Паттерсон             | 4 апреля 2012   | 2,64                |
| Шеф-повар, который освобождается из-под стражи после отбытия срока за вооруженное ограбление, которое по его словам он не совершал, нанимает Шона и Гаса, чтобы выяснить, кто настоящий преступник и посадить его в тюрьму. Шон узнает, что это было дело Джульет, в результате чего им приходится стараться не смешивать личное и рабочее. |            | |                   |                                  |                 |                     |
| 95 | 16         | «Santabarbaratown» «Городсантабарбара»                                                                                | Дэвид Крэбтри     | Бил Каллахан                     | 11 апреля 2012  | 2,71                |
| Тело, отнесенное к делу двадцатилетней давности наконец находят, и Шон, Гас и Генри, вернувшийся к полицейской работе, должны заново расследовать это дело, чтобы найти преступника. Во время расследования Генри узнает много нового о прошлом и меняет свои планы. |            | |                   |                                  |                 |                     |

### Сезон 7 (2013)
| № общий | № в сезоне | Название                                                                        | Режиссёр                    | Автор сценария                   | Дата премьеры   | Зрители в США (млн) |
| --- | ---------- | ------------------------------------------------------------------------------- | --------------------------- | -------------------------------- | --------------- | ------------------- |
| 96 | 1          | «Santabarbaratown 2» «Городсантабарбара 2»                                      | Стив Фрэнкс и Билл Каллахан | Мэл Дэмски                       | 27 февраля 2013 | 2,94                |
| После того, как грязный коп Джерри Карп (Макс Гэйл) стреляет в Генри, Шон начинает за ним охоту, несмотря на то, что Гас и Джульет всеми силами пытаются его от этого отговорить. Шон очень быстро выясняет, что дело оказывается намного запутанней, чем он думал в начале. Тем временем бывшая преследовательница Генри (Арден Майрин) становится его личной сиделкой.                                                                                        |            |                                                                                 |                             |                                  |                 |                     |
| 97 | 2          | «Juliet Takes a Luvvah» «Джульет заводит любовника»                             | Энди Берман                 | Энди Берман                      | 6 марта 2013    | 2,81                |
| Шон переезжает в дом к своему отцу, когда у него заканчивается аренда. Туда же приезжает и мать Шона (Сибилл Шеперд), чем вызывает его полное недоумение. Тем временем Шон узнает, что Джульет знакомится с мужчинами через сайт знакомств, чтобы вычислить серийного убийцу, и тут же включается в расследование. А Гас тем временем начинает встречаться с новой девушкой (Парминдер Награ), но проблема в том, что Шон подозревает, что она что-то скрывает. |            |                                                                                 |                             |                                  |                 |                     |
| 98 | 3          | «Lassie Jerky» «Сырокопченый Ласси»                                             | Джеймс Родэй                | Джеймс Родэй                     | 13 марта 2013   | 3,04                |
| Шон и Гас присоединяются к двум студентам, которые ищут доказательства существования Йети в лесу рядом с Санта-Барбарой. Удивительно, но Йети они всё-таки найти умудряются, и Гас, убегая от него, падает в яму с трупами... |            |                                                                                 |                             |                                  |                 |                     |
| 99 | 4          | «No Country for Two Old Men» «Двум старикам тут не место»                       | Кэл Кахун                   | Мэл Дэмски                       | 20 марта 2013   | 2,45                |
| На вечеринки в честь переезда Шона к Джульет, Шон знакомится с отчимом Джулс Ллойдом (Джеффри Тэмбор), которым оказывается на редкость занудным человеком. Однако когда Шон пытается подружить его со своим отцом, оказывается, что Ллойд совсем не тот, кем кажется. |            |                                                                                 |                             |                                  |                 |                     |
| 100 | 5          | «100 Clues» «100 улик»                                                          | Мэтт Шекман                 | Тодд Хартан                      | 27 марта 2013   | 2,93                |
| Шона приглашают на секретную вечеринку, которую, как выясняется, устроил рок-звезда (Стив Валентайн), которого Шон упрятал за решетку 5 лет назад. Когда Шон с Гасом приезжают на вечеринку, выясняется, что один из гостей убит, а убийцей является кто-то из приглашенных. |            |                                                                                 |                             |                                  |                 |                     |
| 101 | 6          | «Cirque du Soul» «Цирк души»                                                    | Дженнифер Линч              | Саладин K. Паттерсон             | 3 апреля 2013   | 2,41                |
| Шон и Гас ведут сына Рэйчел, подружки Гаса в цирк, где происходит несчастный случай, который оказывается убийством. Тем временем Ласситер и его свежевыпущенная на свободу подруга Марлоу (Кристи Суонсон) сталкиваются с проблемой в лице её надзирателя, с которой у Ласси была интрижка. |            |                                                                                 |                             |                                  |                 |                     |
| 102 | 7          | «Deeez Nups» «Мальчишник»                                                       | Джеймс Родэй                | Билл Каллахан и Джеймс Родэй     | 10 апреля 2013  | 2,25                |
| Карлтон берет выходной на время свадьбы, но не хочет устраивать мальчишник. Шон и Гас с помощью Генри и Вуди «похищают» его и устраивают ему мальчишник в казино. Там они натыкаются на бухгалтера мафиози который украл у своего босса кучу денег и сбежал. Не остается другого выхода кроме как поймать бандита! После свадьбы Ласси мир Шона неожиданно переворачивается с ног на голову...                                                                  |            |                                                                                 |                             |                                  |                 |                     |
| 103 | 8          | «Right Turn or Left for Dead» «Налево или направо повернешь - все равно умрешь» | Дэвид Крабтри               | Карлос Джэкотт                   | 17 апреля 2013  | 2,77                |
| Шон уверен, что после того, как Джульет узнала, что он не ясновидец, она его бросит. Он представляет, что было бы, если бы этого не произошло. |            |                                                                                 |                             |                                  |                 |                     |
| 104 | 9          | «Juliet Wears the Pantsuit» «Джульет в брючном костюме»                         | Дженнифер Линч              | Бриттани Хилгерс                 | 24 апреля 2013  | 2,46                |
| После того, как Джульет попросила Шона съехать, Шону приходиться делить трейлер с Вуди. А Джульет решает подать объявление о поиске соседки. Только вот, девушку, которую выбрала Джульет, находят на следующий день мертвой. |            |                                                                                 |                             |                                  |                 |                     |
| 105 | 10         | «Santa Barbarian Candidate» «Кандидат Санта-Барбары»                            | Ричард Коулман              | Тим Мелтрегер                    | 1 мая 2013      | 2,35                |
| Трагически погибает мэр Санта-Барбары, но Шон уверен, что его убили. Он выдвигает себя на пост мэра, чтобы поймать убийцу. Джульет говорит Шону, что он может вернуть её, рассказав свою тайну шефу Вик. |            |                                                                                 |                             |                                  |                 |                     |
| 106 | 11         | «Office Space» «Офисное пространство»                                           | Эндрю Бернштейн             | Энди Берман и Тодд Хартан        | 8 мая 2013      | 2,29                |
| После того, как Шон проводит ночь с Джульет, Гас будит его и заявляет, что его начальника убили, и теперь подозрение падет на него, потому что найдя труп, он оставил кучу следов. Пытаясь помочь другу, Шон тоже оказывается замешан в этом деле, а затем втягивает и Джульет... |            |                                                                                 |                             |                                  |                 |                     |
| 107 | 12         | «Dead Air» «Мертвый воздух»                                                     | Саладин К. Паттерсон        | Саладин К. Паттерсон и Кэл Кахун | 15 мая 2013     | 2,31                |
| Известный радиоведущий, который несколько лет назад брал интервью у Шона и Гаса, застрелен прямо в эфире. Шон и Гас берутся за дело. Гас узнает, что его девушка должна уехать в Лондон на полгода из-за проблем с визой. |            |                                                                                 |                             |                                  |                 |                     |
| 108 | 13         | «Nip and Suck It» «Выкуси»                                                      | Мэл Дэмски                  | Карлос Джэкотт и Тим Мелтрегер   | 22 мая 2013     | 2,48                |
| Во время наблюдения за птицами Генри находит труп. Теперь Генри пытается раскрыть дело самостоятельно, опередив Шона и Гаса, и доказать что он еще на что-то способен. Шон объявляет, что он и Джульет снова вместе. |            |                                                                                 |                             |                                  |                 |                     |
| 109 | 14         | «No Trout About It» «Никакого Траута»                                           | Брэд Тёрнер                 | Билл Каллахан и Карлос Джекотт   | 29 мая 2013     | 2,18                |
| Шона Гаса, Джульет и Ласситера допрашивает полицейский консультант Траут из-за их якобы непрофессиональной работы. В результате он отстраняет шефа Вик на полгода, сам занимает её место, понижает Ласси в должности и объявляет Шону и Гасу, что больше не будет их нанимать. |            |                                                                                 |                             |                                  |                 |                     |

### Ясновидец: Мюзикл(2013)
| № | Название                                 | Режиссёр    | Автор сценария          | Дата премьеры   | Зрители в США (млн) |
| --- | ---------------------------------------- | ----------- | ----------------------- | --------------- | ------------------- |
| 110 | «Psych: The Musical» «Ясновидец: Мюзикл» | Стив Фрэнкс | Стив Фрэнкс и Эван Коэн | 15 декабря 2013 | 2,23                |
| Шесть лет спустя после пожара в театре, в результате которого погиб человек, обвиненный в этом сценарист Зет сбегает из психиатрической лечебницы. Шон, Гас и полиция Санта-Барбары намерены поймать Зета, пока он не совершил еще убийство. Для этого они обращаются за помощью к Ян... |                                          |             |                         |                 |                     |

### Сезон 8 (2014)
| № общий | № в сезоне | Название | Режиссёр        | Автор сценария                     | Дата премьеры   | Зрители в США (млн) |
| --- | ---------- | --- | --------------- | ---------------------------------- | --------------- | ------------------- |
| 111 | 1          | «Lock, Stock, Some Smoking Barrels and Burton Guster's Goblet of Fire» «Карты, деньги, несколько стволов и кубок огня Бёртона Гастера» | Стив Фрэнкс     | Кэл Кахун и Стив Фрэнкс            | 8 января 2014   | 2,28                |
| Интерпол вызывает Шона и Гаса в Лондон, чтобы внедрить в банду безжалостного Ронни Ивса. Однако Гас больше заинтересован в мире Гарри Поттера, а не в деле. К тому же оказывается, что вызвал их Пьер Десперо, который утверждает, что был под глубоким прикрытием последние 10 лет. |            | |                 |                                    |                 |                     |
| 112 | 2          | «S.E.I.Z.E. the Day» «Л.О.В.И. момент»                                                                                                 | Дэвид Крабтри   | Тодд Хартан                        | 15 января 2014  | 1,51                |
| Ласси спасает жизнь Трауту, а его жена говорит ему, что беременна. После этого у Ласси появляется панический страх смерти. Шон берется ему помочь при помощи своей новой системы. |            | |                 |                                    |                 |                     |
| 113 | 3          | «Remake A.K.A. Cloudy... With a Chance of Improvement» «Ремейк под названием «Облачно, возможно убийство»»                             | Энди Берман     | Энди Берман и Тодд Хартан          | 22 января 2014  | 1,61                |
| Этот эпизод является первым ремейком на шоу. В его основе лежит эпизод первого сезона «Облачно, возможно убийство». Действие происходит в 2006 году, когда Шон и Гас недавно открыли агентство и берутся оправдать любовницу метеоролога, которую обвиняют в его убийстве.           |            | |                 |                                    |                 |                     |
| 114 | 4          | «Someone's Got a Woody» «Кто-то взял в заложники Вуди»                                                                                 | Мэл Дэмски      | Энди Берман и Саладин К. Паттерсон | 29 января 2014  | 1,73                |
| Вуди берут в заложники на работе, а Шон и Гас начинают расследовать дело, в котором обвиняют захватчика Вуди. У Ласситера появляется шанс вернуться на прежнюю должность, а Джульет притворяется дочкой Вуди и пытается ему помочь.                                                  |            | |                 |                                    |                 |                     |
| 115 | 5          | «Cog Blocked» «Остановка в развитии»                                                                                                   | Брэд Тёрнер     | Карлос Джекотт                     | 5 февраля 2014  | 1,79                |
| Гас расследует убийство мужчины, жизнь которого была до абсурда похожа на его собственную. Он боится, что с его образом жизни, такой конец настигнет и его. Шон пытается помочь другу раскрыть преступление и избавить от страхов повторения судьбы жертвы.                          |            | |                 |                                    |                 |                     |
| 116 | 6          | «1967: A Psych Odyssey» «1967: Ясновидческая одиссея»                                                                                  | Кирстен Нельсон | Джеймс Родэй и Тим Мелтрегер       | 26 февраля 2014 | 1,53                |
| Ласси получает шанс стать шефом полиции, но для этого ему нужно раскрыть убийство дяди мэра, совершенное в 1967 году. А Джульет предстоит принять важное решение, которое может повлиять на её отношения с Шоном.                                                                    |            | |                 |                                    |                 |                     |
| 117 | 7          | «Shawn and Gus Truck Things Up» «Шон и Гас осваивают новую профессию»                                                                  | Дэвид Крабтри   | Саладин К. Паттерсон и Энди Берман | 5 марта 2014    | 1,56                |
| Произошло убийство владельца мексиканской закусочной на колёсах. Для расследования Шон и Гас проникают в сеть закусочных под видом владельцев одной из них. Тем временем Генри продаёт дом, а Ласси и Марлоу готовятся к появлению на свет своего первенца.                          |            | |                 |                                    |                 |                     |
| 118 | 8          | «A Touch of Sweevil» «Прикосновение доброзла»                                                                                          | Ричард Коулман  | Билл Каллахан и Джеймс Родэй       | 12 марта 2014   | 1,36                |
| На место Джульет мэр определяет нового старшего детектива. Ласси хочет от неё избавиться, чтобы появился шанс вернуть Джульет. Для этого он просит Шона и Гаса повысить уровень абсурдности их ясновидческого расследования...                                                       |            | |                 |                                    |                 |                     |
| 119 | 9          | «A Nightmare on State Street» «Кошмар на улице Штатов»                                                                                 | Джеймс Родэй    | Джеймс Родэй и Карлос Джекотт      | 19 марта 2014   | 1,53                |
| Пока Шон выходит в магазин за закусками, Гас крепко засыпает и во сне он попадает на прием к терапевту, который с помощью разных снов пытается помочь Гасу понять, чего тот боится...                                                                                                |            | |                 |                                    |                 |                     |
| 120 | 10         | «The Breakup» «Финал» | Стив Фрэнкс     | Стив Фрэнкс                        | 26 марта 2014   | 1,93                |
| Шон записывает видео в котором раскрывает детали своего последнего дела и говорит о своем решении переехать в Сан-Франциско, чтобы быть с Джульет. Делает он это по большей части потому, что не знает, как сказать об этом Гасу.                                                    |            | |                 |                                    |                 |                     |

## Ясновидец: Фильм(2017)
| Название | Режиссёр    | Автор сценария             | Дата премьеры  | Зрители в США (млн) |
| --- | ----------- | -------------------------- | -------------- | ------------------- |
| «Psych: The Movie» «Ясновидец: Фильм» | Стив Фрэнкс | Стив Фрэнкс и Джеймс Родэй | 7 декабря 2017 | 1,26                |
| Шон уже больше четырёх лет ищет украденное кольцо из-за которого не может жениться на Джульет; у шефа Вик проблемы с дочерью-подростком; а саму Джульет преследует человек из её прошлого. |             |                            |                |                     |

## Ясновидец 2: Ласси возвращается домой(2020)
| Название                                                                                               | Режиссёр    | Автор сценария                         | Дата премьеры | Зрители в США (млн) |
| --- | ----------- | -------------------------------------- | ------------- | ------------------- |
| «Psych 2: Lassie Come Home» «Ясновидец 2: Ласси возвращается домой»                                    | Стив Фрэнкс | Стив Фрэнкс, Энди Берман, Джеймс Родэй | 15 июля 2020  | —                   |
| Шон вместе с Гасом помогают начальнику уголовного розыска Ласситеру, которого тяжело ранили на службе. |             |                                        |               |                     |

## Ясновидец 3: Это Гас(2021)
| Название | Режиссёр    | Автор сценария             | Дата премьеры  | Зрители в США (млн) |
| --- | ----------- | -------------------------- | -------------- | ------------------- |
| «Psych 3: This Is Gus» «Ясновидец 3: Это Гас»                                                                      | Стив Фрэнкс | Стив Фрэнкс и Джеймс Родэй | 18 ноября 2021 | —                   |
| Гас планирует жениться, но Шон с подозрением относится к его будущей жене, и они начинают очередное расследование. |             |                            |                |                     |